# BIGHOPガーデンモール印西
BIGHOPガーデンモール印西（ビッグホップガーデンモールいんざい、英：BIG HOP Garden Mall Inzai）は、千葉県印西市（千葉ニュータウン）に立地する複合商業施設である。
商業施設のほか、観覧車や屋内動物園などの遊園施設や印西市役所（牧の原出張所）も同建物内に入る。

## 概要
施設はバリューモールと牧の原ふれ愛モールの2つのエリアから構成されている。
バリューモール（地上2階建て）は2015年11月現在、アウトレット系店舗を中心に約70店舗が営業している。中心部には高さ50mの観覧車があり、当施設のランドマーク的存在となっている。また中央の広場にはステージ（公園劇場）があり、週末には各種イベントが開催される。印西牧の原駅前に隣接する牧の原ふれ愛モール（旧：駅前ビレッジ）はイタリアの村をイメージした造りになっている。
北総鉄道北総線および国道464号線に面しており、隣接して牧の原モア、フォレストモール印西牧の原、ジョイフル本田、USシネマ千葉ニュータウンなどがあり、周辺一帯は北総地区における広大なショッピングエリアを形成している。
- 設計：株式会社梓設計
- 環境デザイン：株式会社B-WAY'S
- 企画：株式会社ミキシング

## 沿革
2007年のオープン時には年間来場者600万人を目標とするなど大きな期待が寄せられていたが、開業後わずか7ヶ月で開発・運営会社が経営破綻し、その後近隣に競合施設がオープンするなどしたため客足が伸びず、運営会社が次々と変わるなど不安定な経営が続いていた。それに伴いバリューモールは当初アウトレットモールとして期待され、約100店舗の専門店が集積していたが 、その後撤退が相次いだ。
- 2007年
  - 9月26日：プレオープン。
  - 9月28日：グランドオープン。
- 2008年
  - 5月19日：開発・運営を行っていた「ミキシング」（大阪）[3]が経営破綻[4]。
  - 11月4日：住商アーバン開発が運営を担当[6]。
- 2009年11月7日 - 8日：BSフジ『Beポンキッキ』とのタイアップイベント「スーパーキッズ王国 in 東京⇔成田SKYGATEシティ with Beポンキッキ」を開催[8]。
- 2013年2月：住商アーバン開発に代わって京阪流通システムズが運営を担当[7]。
- 2016年7月：京阪流通システムズに代わってジョーンズラングラサール株式会社が運営を担当。
- 2018年10月：ジョーンズラングラサール株式会社に代わり、シービーアールイー株式会社が運営を担当。

## 主なテナント
全店の一覧・詳細情報は公式サイト「ショップ検索」を参照。

### バリューモール
- ABC-MART OUTLET
- Zoff
- パシオス
- TSUTAYA BOOKSTORE
- 西松屋
- WILD-1
- セカンドストリート
- クリエイトSD
- CouCou
- 日本公文教育研究会
- ロピア

### 牧の原ふれ愛モール
- サンキューカット
- ヒューマンアカデミー 印西牧の原保育園
- 印西市役所 牧の原出張所

## 遊園施設

### 観覧車「そらッぱ」
- メーカー：泉陽興業
- 観覧車最高高：地上50.8m
- ゴンドラ数：32ゴンドラ（うち2基は車椅子乗車可能）
- 一周時間：約15分
- 設備：6人乗り、空調・音響完備
- 料金：500円、小学生未満（未就学児）は無料

### ファンタジーキッズリゾート
オープンモール2Fにある完全屋内型遊園地。大型のエアー遊具を揃える「ふわふわエリア」や百数十着の衣装やアクセサリーを着用し、撮影専用ブースにて手持ちカメラなどで撮影できる「ファッションフォトスタジオ」、毎日複数回のイベントが開催される「イベントひろば」、異物混入や衛生管理の面でも公園の砂場と比較して安全な「サラサラすなば」、専用のコースを走らせることができる「キッズサーキット」など、テーマ別にアトラクションが展開。

### MOFFアニマルワールド
オープンモール2Fにある完全屋内動物園（動物ふれあい施設）。2014年3月21日にMOFF1号店としてオープン。株式会社MOFF（モフ）が運営する屋内動物園（animal world）と屋内動物カフェ（animal cafe）の前者。ふれあい動物園、ほごけんカフェ、屋内ドッグラン、トリミングルームなどが集まった450坪の屋内型複合型店舗。

#### ふれあい動物園
アルパカやヤギ・羊などのファーム動物から、ウサギ・モルモット・ヒヨコなどの小動物、ヘビやカメなどの爬虫類、フクロウなどの猛禽類、インコ・ハト、オウムなどの鳥類などのたくさんの動物と触れ合うことができる施設。
ペットを連れての入園は不可で、ペットはトリミングルームで一時預かりをしている。

#### ほごけんカフェ
ペットショップや行政から保護された犬や猫と里親との橋渡しを目的にしたカフェ。30〜40頭ほどのワンキャスト、10匹の猫キャストがいる。
カフェの飲食商品売り上げの一部は保護犬の活動費として役立てている。その他の施設は以下。
- にゃんこのお部屋
- 屋内ドッグラン
- トリミングルーム
- ショップ

## 交通アクセス
- 北総鉄道北総線 印西牧の原駅から徒歩1分
- 2010年3月28日までちばレインボーバスが近隣施設間を結ぶ無料循環バス「クルバス」を土休日に限り運行していた。

## 広告展開

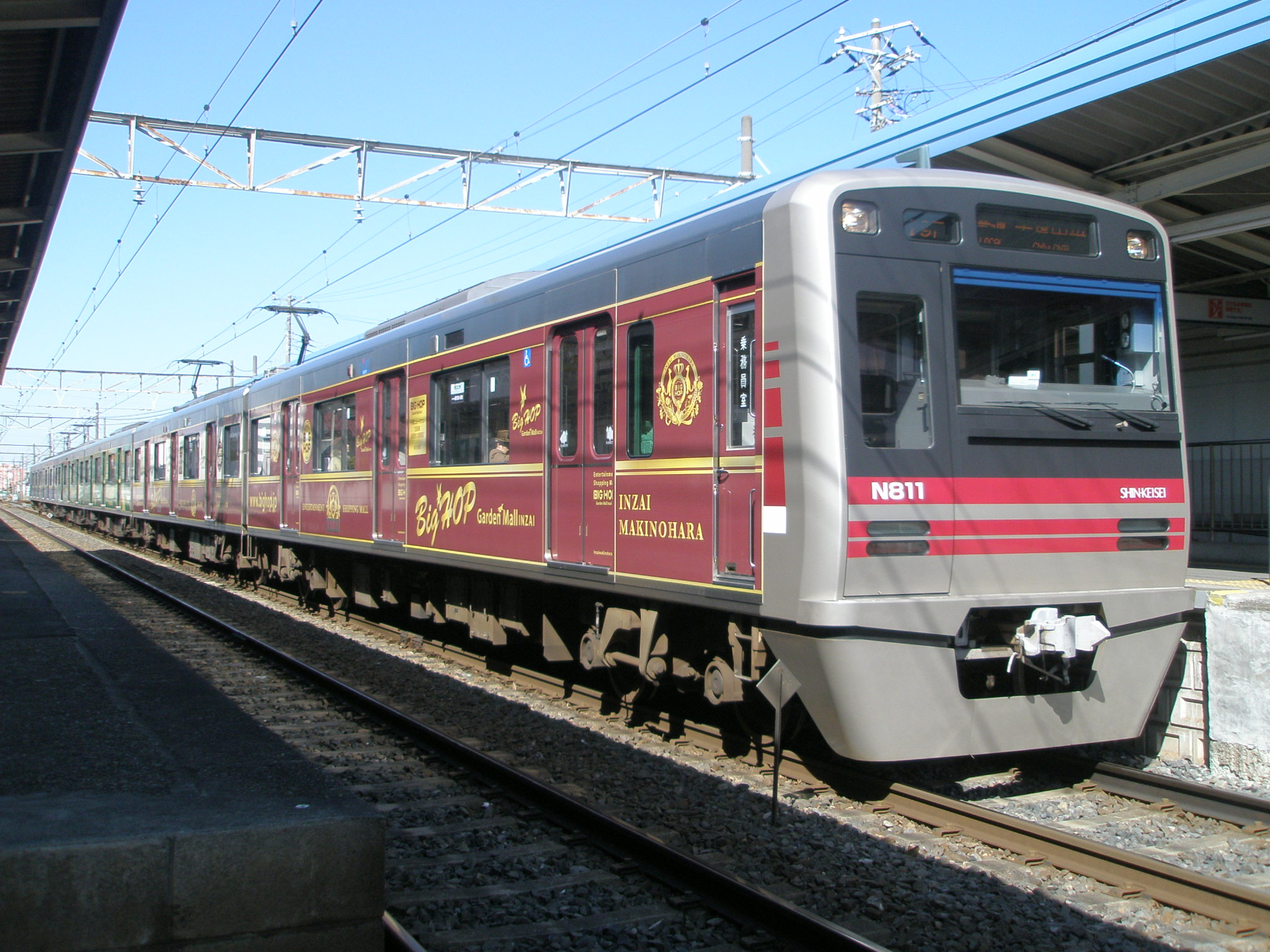
ビッグホップガーデンモール印西の広告ラッピングが施された新京成N800形電車 （2008年2月、みどり台）

- bayfmにおいてCMがオンエアされていたほか、2008年には新京成電鉄においてラッピング車両（広告貸切列車）が運行された。
- 2014年4月より、千葉テレビ放送の『チュバチュバワンダーランド』で、6:30台の15分版放送でCMが流れている。当施設内でステージショーも実施されている。

## 隣接地
隣接地はガーデンコート西の原やフローラルシティ西の原、アバントーネ原などの住宅団地などで形成されている。商業施設は国道464号線沿いに家電量販店や牧の原ファッションモールなど多種多様で形成されている。また習志野カントリークラブキング・クイーンコース（ゴルフ場）も近い。